# Pedra da Fortaleza
A Pedra da Fortaleza é o ponto mais alto do município de Nova Venécia, Espírito Santo. Atinge aproximadamente 964 metros de altitude, e fica no Distrito de Guararema. É ótima para caminhadas turísticas e escaladas. Ao longo da pedra são encontrados diversos tipos de vegetação, como as orquídeas.
As formações graníticas próximas à Pedra da Fortaleza, assim como em outros municípios da região noroeste do estado, são intensamente exploradas pelas mineradoras para a finalização em rochas ornamentais.
Um problema que cresce na região é esse avanço da exploração mineradora de granito, que está destruindo as pedras próximas a ela.